# Razer Phone
Razer Phone (代號: cheryl, 風格化為 RΛZΞR PHONE)是由雷蛇公司设计和开发的基于安卓的平板手机，于2017年11月15日发布。虽然该设备主要是为手机游戏玩家设计的，但Engadget等评论家指出，它也足以满足日常使用的需求。

## 歷史
由于 2017 年 1 月收购了Nextbit， 雷蛇开始开发自己的手机。因此，Razer Phone在设计上与Nextbit Robin非常相似。它們的指纹扫描仪和前置摄像头的位置是相同的，两个手机都有大的边框，但是Razer Phone的機身是铝制的，不像Nextbit Robin機身使用了塑料。
2018 年 10 月，雷蛇宣布了Razer Phone 2 ，其中包括Razer Phone的众多增强功能，例如改进的屏幕和相机，无线充电和Razer Chroma RGB。
2019 年 2 月，雷蛇证实已解雇了 30 名员工，并关闭了几个项目。据推测，Razer Phone 3 也在被取消的项目之列。雷蛇确认将继续销售Razer Phone 2，并将继续致力于为该手机提供最新更新和功能支持。

## 手機規格

### 硬件
Razer Phone的背面由黑色铝制成，带有镀铬雷蛇標志。发布了特别版，一个带有金色Logo，一个带有绿色Logo。 屏幕玻璃為康宁大猩猩玻璃3，音量按鍵為铝制，而開關按鍵由塑料制成。
它使用高通骁龙 835 SoC，配以8 GB LPDDR4X RAM和64 GB内部存储。内部存储可通过microSD卡扩展。
显示屏为5.7" 1440p IGZO液晶显示屏，宽高比为16：9。其突出特点是UltraMotion 120 Hz显示屏，刷新率可变，类似于Apple的第二代iPad Pro。
手机背面配有两个12 MP摄像头，一个是广角镜头，另一个是长焦镜头。广角镜头具有f / 1.75光圈，而远摄镜头提供f / 2.6光圈。
它使用市场标准USB-C充电端口4,000 mAh电池，可使用Qualcomm Quick Charge 4+快速充电。它还配有一个24 W快速充电器。这款手机没有3.5毫米耳机接口。扬声器采用杜比全景声（Dolby Atmos）增强，手机配有THX认证的USB-C至3.5毫米耳机插孔适配器。

### 软件
这部手机最初是在运行Android 7.1的牛轧糖。2018年4月16日，手机升级到Android 8.1 Oreo。它的默认主界面是Nova Launcher Prime。雷蛇首席执行官Min-Liang Tan在Twitter上向用户证实，Razer Phone将在2019年升级到Android Pie。

## 配件

### Project Linda
在2018年国际消费电子展上，雷蛇预览了一款代号为“Project Linda”的原型笔记本电脑，它使用Razer Phone为电脑供电。将手机放入计算机的触控板区域并按下硬件按钮后，USB-C连接器插入手机，手机也会在对接时为笔记本手机充电。
笔记本手机使用基于Android的自定义操作系统，具有200 GB的内部存储空间，13.3" 1440p显示屏，两个USB端口，一个720p网络摄像头，一个双阵列麦克风和一个3.5mm耳机插孔，但缺少专用扬声器和使用内置于Razer Phone中。